# Management
Management [ˈmænɪdʒmənt] (din lat. manum agere „a conduce cu mâna”) „arta de a înfăptui ceva împreună cu alți oameni” (conform definiției date de Mary Follet).
Termenul desemnează:
funcțional
- o activitate, o acțiune sau un proces 
  - exemple: managementul proiectului, managementul timpului, management personal, managementul comenzilor, managementul configurației, managementul cunoștințelor, managementul schimbarii
- totalitatea acțiunilor obișnuite de conducere sau administrare a organizațiilor,

instituțional
- un grup de persoane cu preocupări predominante pentru acțiuni organizatorice sau de conducere (un grup de manageri)
- agenți ai sportivilor sau artiștilor.

Majoritatea teoreticienilor în management găsesc începuturile managementului la Frederick Taylor și la Henry Fayol. Unii consideră că au existat și înaintea acestora specialiști și practicieni care puseseră în evidența elemente manageriale (R. Owen, Ch. Babbage etc). Potrivit unor cercetători, începuturile managementului trebuie văzute în antichitate.
Management este funcția organizațională care asigură desfășurarea eficientă a activităților și care urmărește obținerea nivelului maxim de rezultate prin folosirea optimă a resurselor. Activitatea de management poate avea în vedere grupuri de oameni (echipe) sau procese.
Resursele pe care un manager le are, în principal, la dispoziție: timpul, talentul, resursele financiare și resursele umane.
Management este de asemenea denumirea dată echipei de manageri din cadrul unei organizații.

## Managerii
Managerii sunt acele persoane a căror activitate de bază este să ducă la îndeplinire procesul managerial.

## Managementul calității
Reprezintă activitatea de management în direcția dezvoltării și implementării unui set de reguli și instrumente care formează sistemul de management al calității și care are drept scop asigurarea nivelului de calitate dorit pentru produsul companiei.
Managementul calității are trei componente principale: controlul calității, asigurarea calității și îmbunătățirea calității.

## Conflictul în management
Abilitatea de a gestiona un conflict în așa fel, încât să rămână un conflict de idei, fără să devină un conflict emoțional. Managementul conflictelor este procesul de planificare pentru evitarea conflictelor, ori de câte ori este posibil și de organizare pentru rezolvarea conflictelor cât mai rapid și cu cât mai puține efecte negative, de îndată ce conflictele au apărut.

### Noțiuni legate
- Rezolvarea conflictelor: demersul cu scopul încheierii unui conflict prin negocieri între părțile implicate.
- Transformarea conflictelor: operațiunea de repoziționare a părților pentru a obține rezultate diferite.

## Managementul performanței
Este un proces de evaluare continuă a performanțelor la nivelul organizației, al echipelor și individual, în funcție de indicatorii de performanță prestabiliți, și folosirea rezultatelor evaluării pentru atingerea constantă a obiectivelor propuse.

## Funcții ale managementului[1]
- Funcția de previziune cuprinde ansamblul acțiunilor prin care se stabilesc obiectivele organizației pe termen scurt, mediu și lung, se formulează modalitățile de realizare a lor și se fundamentează necesarul de resurse.

- Funcția de organizare cuprinde ansamblul acțiunilor prin care se constituie sistemul conducător, sistemul condus și sistemul legăturilor dintre acestea.

- Funcția de coordonare cuprinde ansamblul proceselor prin care se armonizează deciziile managerului cu acțiunile subordonaților. Coordonarea are la bază comunicarea, ca modalitate concretă de realizare a acțiunilor acestei funcții a managementului.

- Funcția de antrenare reprezintă ansamblul acțiunilor prin care un manager influențează activitățile colaboratorilor pentru atingerea obiectivelor stabilite prin satisfacerea nevoilor care îi motivează.

- Funcția de control-evaluare cuprinde ansamblul acțiunilor de evaluare operativă și postoperativă a rezultatelor organizației, a verigilor ei organizatorice și a fiecărui salariat, de identificare a abaterilor de la obiectivele, normele, normativele și standardele prestabilite și a cauzelor care le-au generat, precum și de adoptare a măsurilor care asigură eliminarea abaterilor, menținându-se echilibrul dinamic al organizației.

## Inovarea în management
În ultimul timp, atât în mediul academic cât și în rândul consultanților în management și al managerilor, se ridică din ce în ce mai mult problema inovării în management. Hamel și Breen consideră, că inovația în management, comparată cu alte tipuri de inovație, are abilitatea unică de a opera modificări radicale și durabile în ceea ce privește avantajul competitiv. De-a lungul timpului au fost folosite diferite terminologii pentru a aborda ceea ce este în prezent cunoscut ca inovare managerială, precum și diferite definiții. Birkinshaw, Hamel și Mol definesc inovația în management ca fiind invenția și implementarea unei practici, structuri, tehnici sau proces de management ce este nouă pentru cel mai înalt nivel de dezvoltare în domeniu și este realizată pentru a contribui la atingerea obiectivelor organizaționale.

## Politici și strategii în procesul de planificare
- Ei dau managerilor de nivel mediu și inferior o idee bună despre planurile viitoare pentru fiecare departament dintr-o organizație.
- Se creează un cadru prin care se fac planuri și decizii.
- Managerii de nivel mediu și inferior își pot adăuga propriile planuri la strategiile companiei.